# Илирида
Илирида (мкд. Илирида) или Република Илирида (мкд. Република Илирида) назив је за државно-политички пројекат Албанаца у Северној Македонији. У основи ове идеје је тежња за формирањем политичког ентитета под називом Илирида, који би био у федералном или конфедералном односу према остатку Северне Македоније. Илирида би обухватала западне делове Македоније настањене Албанцима, али и нека подручја настањена Македонцима. 
Део Албанаца у Македонији је до сада два пута проглашавао Републику Илириду, али ни једно од ових проглашења није изазвало било какве друге акције које би водиле фактичком формирању овог ентитета, услед изостанка масовније подршке овом пројекту међу локалним Албанцима.
Република Илирида је први пут проглашена у јануару 1992. године, од стране албанских активиста у Струги. Друго проглашење ове републике догодило се 18. септембра 2014. у Скопљу, од стране мале групе Албанаца. За председника Републике Илириде проглашен је Невзат Халили.

## Етимологија
Име Илирида је сливеница речи Илири(ја) и Да(рданија), што су имена древних области који су покривале делове данашње Северне Македоније.